# 陳氏 (楊瑄妻)
陈氏，明朝女性人物，祥符（今河南省开封市）人。
陈氏许嫁杨瑄，未嫁而杨瑄去世。陈氏请死，父母不许，想要去哭灵，也不许。私自剪发，托媒人放到杨瑄怀中。开封风俗聘女，用金粉写女方生年月日给男家，作为定婚帖。杨瑄母于是以定婚帖裹着她的头发，放到杨瑄怀中安葬。陈氏之后只穿素服。不就，父母想要让她改聘，陈氏自缢而死。五十三年后，至正德年间，杨瑄侄杨永康改葬杨瑄，求得陈氏的遗骨合葬。二人的骨头已经朽烂，头发及定婚帖则完好如故。合葬三年，墓上生出岐谷、丫瓜。